# Индоссамент
Индоссаме́нт (от: лат. in — ‘на’ и лат. dorsum — ‘спина’), жи́ро (устаревшее от греч. giro — круг, обращение, перевод) — передаточная надпись на ценной бумаге: векселе, чеке, коносаменте и т. п., удостоверяющая переход всех или части прав по этому документу к другому лицу. Проставляется обычно на оборотной стороне документа или на добавочном листе (аллонже).
Индосса́нт — лицо, передающее свои права по ценной бумаге другому лицу (индоссату), о чём свидетельствует передаточная надпись. Индоссант несёт ответственность не только за существование права, но и за его осуществление.
В вексельном праве индоссамент должен быть ничем не обусловлен и подписан совершившим его лицом — индоссантом; не может быть частичным, он переносит на приобретателя все содержащиеся в данном документе права. Исключением является препоручительный индоссамент. Любой законный держатель ценной бумаги имеет право в тексте самой этой ценной бумаги оговорить запрет на её передачу, в силу чего последующий индоссамент теряет силу. Все промежуточные держатели векселя несут солидарную ответственность по векселю наряду с векселедателем. Индоссант может избежать этого (освободить себя от солидарной ответственности), указав «без оборота на меня» при совершении передаточной надписи.

## Юридический статус индоссамента
Ряд авторов (например, В. Рясенцев, В. Белов) считает, что индоссамент является односторонней сделкой, удостоверяющей волю векселедержателя (индоссанта).
Но и ст. 13 Положения о векселях, и п. 3 ст. 146 Гражданского Кодекса рассматривают индоссамент как надпись. Н. А. Зорин предлагает считать односторонней сделкой не сам индоссамент, а процесс его совершения. Сам же индоссамент является лишь передаточной надписью.

## Виды индоссамента
- Бланковый индоссамент — без указания лица, которому должно быть произведено исполнение. В общем случае соответствует ценной бумаге «на предъявителя». Бланковый индоссамент состоит из одной только подписи (и печати при необходимости) индоссанта. Векселедержатель может:
  1. заполнить бланк или своим именем или именем какого-либо другого лица (превратить его в ордерный индоссамент);
  2. индоссировать вексель посредством нового бланкового или ордерного индоссамента;
  3. передать вексель третьему лицу, не заполняя бланка и не совершая индоссамента.
- Ордерный (именной) индоссамент — с указанием лица, которому или приказу которого должно быть произведено исполнение[5].
- Препоручительный индоссамент — право собственности на вексель не переносится, а лишь закрепляется за держателем право действовать по векселю в качестве поверенного в интересах индоссанта. Формулировки: «В порядке препоручения», «Валюта к получению», «Валюта на инкассо», «Для получения платежа», «К получению», «Как доверенному», «На инкассо». Индоссировать такой вексель можно только в порядке препоручения.
- Залоговый индоссамент — право собственности на вексель не переносится. На залоговом индоссаменте пишется: «валюта в залог», «валюта в обеспечение» или иная формулировка, по которой становится ясно, что вексель передают в залог.
- Безоборотный индоссамент — передаточная надпись, содержащая ректа-оговорку «без оборота на меня», освобождающую индоссанта от солидарной ответственности по векселю[6].